# ウォーレン・ジョイス
ウォーレン・ガートン・ジョイス（Warren Garton Joyce、1965年1月20日 - ）は、イングランド・オールダム出身の元サッカー選手、サッカー指導者。

## 選手時代
ジョイスはランカシャーのオールダムで生まれ、1981年にボルトンワンダラーズでキャリアをスタートさせた。
1987年10月、プレストン・ノースエンドに移籍した。ここではクラブの年間最優秀選手賞を受賞し、クラブのキャプテンになった。
1992年5月にプリマス・アーガイルに移籍。しかし、40試合しか出場しなかった。1993年7月には、バーンリーに移籍。3年間で90試合に出場し、12ゴールを決めた。
1995年1月、ハル・シティAFCへ期限付き移籍。1996年7月に完全移籍。クラブのキャプテンにもなった。1998年11月の後半、マーク・ヘイトリーが退任した後は、暫定監督を務めた。
その後正式に監督となり、選手兼任監督のとして活動することになった。監督に就任した当時のチームは、リーグの下位に停滞しており、フットボールリーグからの降格が危ぶまれていた。しかし、ジョイスが就任すると、目覚ましい好転を遂げ、残留を果たした。ファンはこのシーズンの戦いぶりを「大脱走」と名付けた。

## 指導者時代
ハル・シティの監督を退任して以降は、リーズ・ユナイテッド、ストックポート・カウンティ、トレンメア・ローヴァーズFCでコーチとして活動した。
2006年9月11日、ロイヤル・アントワープFCの監督に就任した。2008年5月26日、アントワープを離れてマンチェスター・ユナイテッドに向かい、オーレ・グンナー・スールシャールと共同でマンチェスター・ユナイテッドFC.リザーブの監督に就任した。
2016年11月2日、3年半の契約でウィガン・アスレティックFCの監督に就任。しかし、クラブに加入してから4か月後の2017年3月13日に退任した。
2017年6月19日、Aリーグ・メルボルン・シティFCの監督に就任。
2019年7月、サルフォード・シティのユースチームの監督に就任した。